# Haja bint Husajn
Haja bint Husajn, (arab. الأميرة هيا بنت الحسين, ur. 3 maja 1974 w Ammanie) – księżniczka Jordanii, córka króla Husajna.
Na świat przyszła w 1974 roku jako córka ówczesnego króla Jordanii Husajna oraz jego trzeciej żony, królowej Alii, która zginęła w katastrofie helikoptera w 1977 roku, gdy Haja miała trzy lata.
Jej przyrodnim bratem jest król Abd Allah II, którego matką była jednak Muna al-Husajn.
Jest absolwentką St Hilda’s College w Oksfordzie, na wydziale polityki, filozofii i ekonomii.
Była reprezentantką Jordanii w dyscyplinie jeździectwa na Igrzyskach olimpijskich w 2000 roku w Sydney.

## Życie prywatne
W latach 2004–2019 była zamężna z emirem Dubaju Muhammadem ibn Raszid Al Maktumem. Z tego związku doczekała się dwojga dzieci:
- Księżniczka Jalia (ur. 2007),
- Książę Zayed (ur. 2012).

W 2019 roku księżniczka Haja wraz z dziećmi uciekła z Dubaju. Zamieszkała w Londynie, a następnie jej brat król Abd Allah powierzył jej misję dyplomatyczną i związany z tym immunitet.